# Парете
Парете (итал. Parete) — город в Италии, располагается в регионе Кампания, в провинции Казерта.
Население составляет 10 597 человек (на 2004 г.), плотность населения составляет 2065 чел./км². Занимает площадь 5,7 км². Почтовый индекс — 81030. Телефонный код — 081.
Покровителями коммуны почитаются Пресвятая Богородица (Maria_SS_Della_Rotonda) и апостол Пётр, празднование в Светлый понедельник.